# Peter Tempel (Fußballspieler)
Peter Tempel (* 24. Januar 1938) ist ein ehemaliger deutscher Fußballspieler, der in der DDR-Oberliga, der höchsten Liga im DDR-Fußball, aktiv war.

## Sportliche Laufbahn
Bis zur Kalenderjahr-Saison 1960 spielte Peter Tempel mit der Betriebssportgemeinschaft (BSG) Motor Meißen in der drittklassigen II. DDR-Liga. Als die Mannschaft am Saisonende absteigen musste, wechselte er im Alter von 23 Jahren zum DDR-Oberligisten SC Einheit Dresden. In der Spielzeit 1961/62 mussten in der Oberliga wegen der Umstellung auf die Sommer-Frühjahr-Saison vom März 1961 bis zum Juni 1962 39 Spiele ausgetragen werden. Dresdens Trainer Gottfried Eisler wollte Peter Tempel anstelle des ausgeschiedenen Eberhard Petersohn als Stürmer in die Mannschaft einbauen und setzte ihn zunächst als Linksaußen vom 3. Spieltag an ein. Ohne Anpassungsschwierigkeiten bestritt Tempel bis zum 14. Spieltag alle Oberligaspiele. Bei seinem 12. Oberligaeinsatz verletzte er sich aber so schwer, dass er erst wieder zwischen dem 24. und 30. Spieltag noch viermal in der Oberliga eingesetzt werden konnte. Vor seiner Verletzung hatte Tempel vier Tore erzielt, danach kam er noch einmal zu einem Oberligator. Der SC Einheit musste nach der Saison in die I. DDR-Liga absteigen. 
Peter Tempel verließ der Sportclub setzte seine Laufbahn bei der BSG Chemie Riesa in der II. DDR-Liga fort. Als die II. DDR-Liga nach der Spielzeit 1962/63 aufgelöst wurde, spielte Tempel zunächst eine Saison lang mit den Chemikern in der nun drittklassigen Bezirksliga. Dort verhalf er der BSG zum Bezirksmeistertitel und zum Aufstieg in die DDR-Liga. In der Saison 1964/65 bestritt Tempel für Chemie Riesa 17 der 30 Ligaspiele, erzielte zwei Tore, stieg mit der BSG aber nach einem Jahr wieder in die Bezirksliga ab. 1968 stieg er noch einmal in die DDR-Liga auf und kam zu weiteren zwölf Zweitligaeinsätzen. Chemie Riesa konnte sich wieder nur eine Saison lang in der DDR-Liga halten und pendelte danach mehrfach zwischen Bezirksliga und Bezirksklasse. Peter Tempel blieb noch bis 1971 bei der BSG Chemie aktiv. 

## Hinweis
1. ↑  Laut DFB.de und weltfussball.com; bei anderen Quellen Dieter und 1937.

| Personendaten    | Personendaten            |
| ---------------- | ------------------------ |
| NAME             | Tempel, Peter            |
| KURZBESCHREIBUNG | deutscher Fußballspieler |
| GEBURTSDATUM     | 24. Januar 1938          |